# Carentino
Carentino és un municipi situat al territori de la província d'Alessandria, a la regió del Piemont, (Itàlia).
Limita amb els municipis de Bergamasco, Borgoratto Alessandrino, Bruno, Frascaro, Gamalero, Mombaruzzo i Oviglio.

## Galeria

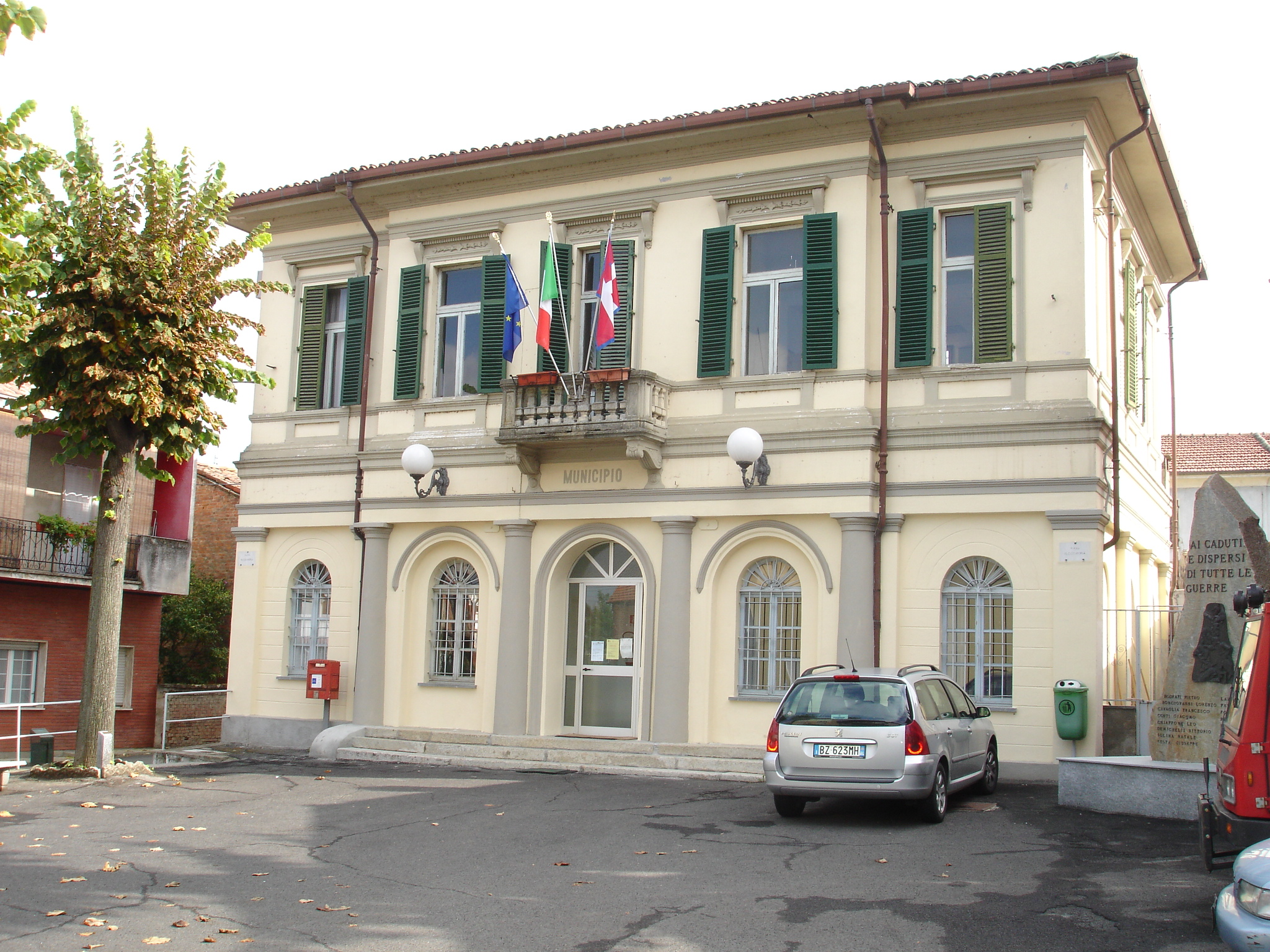
Ajuntament